# Cattedrale di Nostra Signora (Papeete)
La cattedrale di Nostra Signora (in francese: Cathédrale de Notre-Dame de l'Immaculée Conception) è la chiesa cattedrale dell'arcidiocesi di Papeete, si trova a Papeete, nell'isola di Tahiti, nella Polinesia francese.

## Storia
I primi missionari cattolici francesi arrivarono a Tahiti nel 1842, sei anni più tardi venne fondato un vicariato apostolico. La costruzione della cattedrale è iniziata a metà del XIX secolo ed è stata completata nel 1875. È la più antica chiesa cattolica di Tahiti e uno degli ultimi esempi rimasti della prima architettura coloniale di Papeete.